# Chapelle Saint-André du Fossat
La chapelle Saint-André du Fossat est située sur la commune du Fossat, dans le département de l'Ariège, en région Occitanie.

## Description
C’est une église romane du XIIe siècle de taille modeste avec une simple nef et une abside en cul-de-four soutenue par deux contreforts, le clocher-mur compte une baie ouverte sans cloche et un oculus.

## Localisation
Elle est isolée à plus d'un kilomètre au nord du bourg et à environ 150 m de la Lèze, en rive droite.

## Historique
Cette chapelle de l'ancien diocèse de Rieux est initiée au XIIe siècle.
La nef a été en l'état de ruines cristallisées, sans toit (seul le chœur était couvert), jusqu'en 2016, date à laquelle ont été entrepris d'importants travaux et notamment la couverture en tuile sur la totalité de l'édifice,.
Elle fait l'objet d'une inscription au titre des monuments historiques par arrêté du 24 avril 1941.

## Valorisation du patrimoine
L'Association pour la sauvegarde des monuments historiques du Fossat œuvre à la restauration du monument et mobilise des fonds pour ce faire,.